# Гесс (лунный кратер)
Кратер Гесс (лат. Hess) — древний большой ударный кратер в южном полушарии на обратной стороне Луны. Название присвоено в честь австро-американского физика Виктора Франца Гесса (1883—1964) и американского геолога Гарри Хеммонда Гесса (1906—1969); утверждено Международным астрономическим союзом в 1970 г. Образование кратера относится к донектарскому периоду.

## Описание кратера
Ближайшими соседями кратера являются кратер Пуанкаре на западе-юго-западе; кратер Кеджори на севере-северо-западе; кратер Карман на севере; кратер Бойль на северо-востоке; кратер Бозе на востоке; а также кратер Аббе на юге. Селенографические координаты центра кратера 54°28′ ю. ш. 174°11′ в. д. / 54,47° ю. ш. 174,19° в. д., диаметр 90,4 км, глубина 2,8 км.
За время своего существования кратер значительно разрушен, вал перекрыт множеством маленьких кратеров. Средняя высота вала кратера над окружающей местностью 1410 м, объем кратера составляет приблизительно 7400 км³. Чаша кратера затоплена лавой, дно чаши кратера ровное и плоское, без приметных структур. Альбедо чаши кратера более низкое чем у окружающей местности.

## Сателлитные кратеры
| Гесс | Координаты                                              | Диаметр, км |
| ---- | ------------------------------------------------------- | ----------- |
| M    | 56°12′ ю. ш. 173°25′ в. д. / 56,2° ю. ш. 173,42° в. д.  | 25,2        |
| W    | 52°47′ ю. ш. 171°02′ в. д. / 52,79° ю. ш. 171,04° в. д. | 25,9        |
| Z    | 52°05′ ю. ш. 173°43′ в. д. / 52,08° ю. ш. 173,71° в. д. | 81,1        |

- Образование сателлитного кратера Гесс Z относится к донектарскому периоду[1].